# Sacco (Olaszország)
Sacco község (comune) Olaszország Campania régiójában, Salerno megyében.

## Fekvése
A megye központi részén fekszik. Határai: Corleto Monforte, Laurino, Piaggine, Roscigno és Teggiano.

## Története
Első említése 1269-ből származik. A következő századokban nemesi birtok volt. A 19. században nyerte el önállóságát, amikor a Nápolyi Királyságban felszámolták a feudalizmust.

## Népessége
A népesség számának alakulása:

## Főbb látnivalói
- Sant’Antonio-templom
- San Silvestro-templom